# Пам'ятний знак на місці будинку, де жив Л. І. Глібов
Пам'ятний знак на місці будинку, де жив Л. І. Глібов — пам'ятка історії місцевого значення в Чернігові.

## Історія
Рішенням виконкому Чернігівської обласної ради народних депутатів трудящих від 17.11.1980 № 551 пам'ятному знаку присвоєно статус пам'ятка історії місцевого значення з охоронним № 14 під назвою Пам'ятний знак на місці будинку, де жив Л. І. Глібов (1827—1893 роки) — український поет, байкар, лірик. Згідно з правилами забудови та використання території, пам'ятний знак має власну «охоронну зону».
Наказом Департаменту культури і туризму, національностей та релігій Чернігівської обласної державної адміністрації від 07.06.2019 № 223 для пам'ятки історії використовується нова назва — Пам'ятний знак на місці будинку, де жив поет, байкар, лірик Л. І. Глібов (1827—1893 роки).

## Опис
На території сучасної Алеї Героїв був розташований будинок, де протягом 1867—1893 років жив український поет Леонід Іванович Глібов. Будинок був одноповерховим, тривіконним, дерев'яним на високому цегляному цоколі. Розташовувався на шосейній вулиці (сучасний проспект Миру). В будинку працював музей. Під час Німецько-радянської війни будинок зруйновано.
1977 року встановлено меморіальний знак — брилу з червоного граніту, в центрі якої закріплено плиту з чорного лабрадориту — стилізовану книгу з меморіальним написом.